# Saint-Aubin-sur-Scie
Saint-Aubin-sur-Scie is een gemeente in het Franse departement Seine-Maritime (regio Normandië) en telt 1208 inwoners (2005). De plaats maakt deel uit van het arrondissement Dieppe.

## Geografie
De oppervlakte van Saint-Aubin-sur-Scie bedraagt 7,7 km², de bevolkingsdichtheid is 156,9 inwoners per km².

## Verkeer en vervoer
In de gemeente ligt spoorwegstation Saint-Aubin-sur-Scie.
De onderstaande kaart toont de ligging van Saint-Aubin-sur-Scie met de belangrijkste infrastructuur en aangrenzende gemeenten.

## Demografie
Onderstaande figuur toont het verloop van het inwonertal (bron: INSEE-tellingen).